# David Ruano
David Ruano (n. San Lorenzo, Ecuador; 11 de marzo de 1989) es un futbolista ecuatoriano. Juega como delantero en Sonorama de la Segunda Categoría de Ecuador.

## Clubes
| Club                   | País    | Año       |
| ---------------------- | ------- | --------- |
| Imbabura S. C.         | Ecuador | 2006-2007 |
| Liga de Cuenca         | Ecuador | 2007      |
| Emelec                 | Ecuador | 2008-2009 |
| Audaz Octubrino        | Ecuador | 2010      |
| Alianza del Pailón     | Ecuador | 2011      |
| Pilahuín Tío           | Ecuador | 2012-2013 |
| Orense S. C.           | Ecuador | 2014      |
| Deportivo Azogues      | Ecuador | 2015      |
| C. S. Norte América    | Ecuador | 2015      |
| Imbabura S. C.         | Ecuador | 2016      |
| Audaz Octubrino        | Ecuador | 2017      |
| C. S. Norte América    | Ecuador | 2018      |
| Guayaquil F. C.        | Ecuador | 2020      |
| Atlético Santo Domingo | Ecuador | 2021-2022 |
| C. S. 3 de Julio       | Ecuador | 2022      |
| Vargas Torres          | Ecuador | 2023      |
| Sonorama               | Ecuador | 2023-act. |

## Palmarés

### Campeonatos nacionales
| Título             | Club           | País    | Año  |
| ------------------ | -------------- | ------- | ---- |
| Serie B de Ecuador | Imbabura S. C. | Ecuador | 2006 |

### Distinciones individuales
| Distinción                       | Año  |
| -------------------------------- | ---- |
| Goleador de la Segunda Categoría | 2012 |